# 余語真夫
余語 真夫（よご まさお、 1966年7月9日 - ）は日本の心理学者である。                              
同志社大学心理学部および大学院心理学研究科教授。専門は「軍事心理学Military Psychology」「臨床社会心理学Clinical and Social Psychology」「健康心理学Health Psychology」「応用心理学Applied Psychology」である。
- 同志社大学学部・大学院生時代は日本の「実験異常心理学Experimental Abnormal Psychology」の先駆者である松山義則教授と濱治世教授に師事。
- 1995年から1996年にかけ，米国サザンメソジスト大学（テキサス州ダラス市）の客員研究員としてトラウマTraumaと心的外傷後ストレス障害PTSDの対処の個人処理と集団処理に関する科学研究に勤しんだ。スーパーバイザーは社会心理学者ジェームズ・W・ペネベーカーJames W. Pennebaker博士（現，テキサス大学オースティン校心理学部名誉教授）であり，現在も交流をつづけている。
- 1990年代，精神科病院などでの臨床心理職を約6年間務めた。そこでの経験は，その後の精神障害へのリアルな認識の形成の基盤になったと講義で語っている。
- 1990年代以降，化粧セラピー（資生堂，メナード化粧品，727化粧品など化粧品メーカーとの共同研究），アニマル・アシステッド・セラピー，筆記療法（筆記開示）などの開発研究，またストレス反応の精神生理学的研究や認知心理学研究，人間の感情・情動の発生メカニズムや制御メカニズムの科学研究などに取り組んできた。
- 2001年，米国同時多発テロ事件勃発中に欧米各国の心理学者共同調査チームを結成し，事件初期の心理学的および社会的衝撃を計量する調査活動に取り組んだ。最近，東アジア諸国の科学者との共同研究として，ネット依存症の発生メカニズムを解明する科学研究を進めている。
- 米海軍と米海兵隊の臨床心理学専門将校の支援をうけ、戦闘ストレス・コントロール法などの研究に取り組んでいる。

≪所属学会≫
- 米国軍事心理学会，日本心理学会，関西心理学会，日本健康心理学会，日本応用心理学会，日本防衛衛生学会，日本社会心理学会の正会員。

## 経歴
- 1989年 ： 同志社大学文学部文化学科心理学専攻卒業
- 1992年 ： 同志社大学大学院文学研究科心理学専攻博士課程退学
- 1992年以降 ： 同志社大学文学部助手、同専任講師、同助教同教授を経て、2009年同志社大学心理学部教授
- 1995年 - 1996年 ： 米国サザンメソジスト大学の客員研究員としてJames W. Pennebaker博士（社会心理学）のもとで臨床社会心理学研究に従事
- 2005年 - 2009年 ： 同志社大学ヒューマン・セキュリティ研究センター兼担研究員，同志社大学感情と健康の心理学研究センター副センター長
- 2009年‐現在：同志社大学ハリス理化学研究・兼任研究所員
- 2013年‐現在：同志社大学ライフリスク研究センター・研究員
- 2015年 - 2021年：同志社大学ハリス理化学研究所第2部門（アフェクティブ・サイエンス）・部門長
- 2023年-現在：同志社大学ハリス理化学研究所第Ｃ部門（心理的に安全な組織やコミュニティの創成の科学研究）・部門長/兼任研究所員
- 2017年 - 2020年: 防衛省防衛大学校・共同研究員（軍事心理学）
- 2017年 - 現在：防衛省自衛隊京都地方協力本部・自衛官募集相談員（京都市長・地本本部長より委嘱）
- 2017年 - 現在：京都安全保障フォーラム・世話人（防衛省自衛隊京都地方協力本部）
- 2020年 - 2022年: 防衛省防衛大学校人文社会学群・委嘱研究員
- 2019年 ‐ 現在：同志社大学スポーツマネジメント研究センター・兼担研究員
- 2022年 ‐ 現在：防衛省防衛大学校・共同研究員（軍事心理学）

### 著書
- 『顔と心：顔の心理学入門』（サイエンス社）（共著）
- 『化粧心理学』（フレグランスジャーナル社）（共著）
- 『まとう』（朝倉書店）（共著）
- 『被服と化粧の社会心理学』（北大路書房）（共著）
- 『PMSの研究―月経・こころ・からだ』（文光堂）（共著）
- 『オープニングアップ：秘密の告白と心身の健康』（北大路書房）（監訳）
- 『筆記療法』（北大路書房）（監訳）
- 『臨床社会心理学』（東京大学出版会）（共著）
- 『感情心理学』（朝倉書店）（共著）
- 『家族の感情心理学』（北大路書房）（共同訳）
- 『化粧の社会心理学』（北大路書房）（共著）
- 『交響するコスモス〈下巻〉脳科学・社会科学篇『ミクロコスモスから環境へ』』（松籟社）（共著）
- 『感情心理学・入門』（有斐閣）（共著）
- 『心理学概論』第1版、第2版（ナカニシヤ出版）（共著）
- 『素朴な心のサイエンス』（北大路書房）（共著）
- 『実感をともなう心理学』（保育出版社）（共著）
- 『日本健康心理学会（編）健康心理学辞典』（実務教育出版）（共著）
- 『心理学辞典』（有斐閣）（共著）
- 『日本応用心理学会（編）応用心理学事典』（丸善）（共著）
- 『日本健康心理学会（編）健康心理アセスメント概論』（実務教育出版）（共著）
- 『日本感情心理学会（編）感情心理学ハンドブック』（北大路書房）（共著）
- 『日本応用心理学会（編）応用心理学ハンドブック』（丸善）（共著）

## 専門と研究
- 同志社大学では大学院・学部「臨床社会心理学」、学部「心理学」「心理学概論」「心理学史」「心理学特論（ストレス反応の基礎メカニズム、シェルショックからPTSDまでの概念変遷、ストレス・コントロールなど）」を担当している。
- 感情とストレスの生成と変容、そしてコントロール（パフォーマンス最適化のためのストレス反応の有効利用、呼吸制御法など）
- アメリカ海軍・海兵隊、ネイビー・シール（Navy Seal）など特殊部隊の心理行動科学の活用。NATO加盟国軍の心理学研究開発と教育訓練。海上自衛隊、陸上自衛隊への心理行動科学の応用可能性（国民保護と自衛隊員の保護、平時と有事の指揮・統率、心身機能強化と能力開発、戦闘によるPTSDなど重篤な心理行動障害の予防とケア、戦闘ストレス・コントロール、平時と有事の心理的に安全な組織創成と部隊の最適化など）。
- 我が国旧軍の軍事心理学史。現代心理学の視座から過去の戦争を読み解く。

### マスメディア出演・取材記事
- NHKほっと関西「『お化け』が怖いの　なんでなん？」（2024年7月24日）
- 京都リビング新聞社　リビング京都「“怖い”の謎」（2023年7月22日2075号）
- 講談社　週刊現代「皇帝の心理分析」（2023年5月27日：第65巻第15号）
- ABEMA News（テレビ朝日）「ウクライナ侵攻のメンタルヘルス」（2023年3月1日）
- 講談社　週刊現代「極秘情報　プーチン『8月退陣』説を追え！」（2022年6月25日号：第64巻第18号）
- 読売テレビ・日本テレビ　ミヤネ屋「プーチン氏の思惑を軍事心理学で読み解く」（2022年6月1日）
- テレビ朝日　スーパーJチャンネル「ロシア国内に不穏な動き　何が・・・」（2022年5月19日）
- 講談社　週刊現代「戦争心理学　なぜ人は人を虐殺できるのか」（2022年4月23日号：第64巻第12号）
- 朝日新聞「新型コロナのストレス度は？　ネットでセルフチェック」（2020年7月9日）
- 朝日新聞「ステイホームで投稿いかが　言語化でモヤモヤもスッキリ」（2020年5月2日）
- 共同通信社「新型コロナ，うつ」（2020年5月3日：愛媛新聞・岩手日報・秋田魁新報・河北新報・神奈川新聞・中国新聞の各朝刊，５月９日：西日本新聞夕刊，５月１０日：長崎新聞・宮崎日日新聞の各朝刊）
- NHKガッテン！「免疫力アップ＆口臭予防！唾液パワー全開ＳＰ」（2018年７月4日）
- フジテレビ　特番「3.11　知られざる心の闘い」（2013年3月9日）
- 産経新聞「【あと1年で裁判員(3)】『守秘義務』押し付けるだけでは無理　足りない『ケア』」（2008年5月6日）